# 沙坝场乡
沙坝场乡，是中华人民共和国四川省达州市开江县曾经下辖的一个乡。2019年12月，撤销沙坝场乡，将其所属行政区域划归新宁镇管辖。

## 行政区划
沙坝场乡撤销前下辖以下地区：
沙坝场社区、沙坝村、石垭口村、蔡家坝村、丁家山村、袁家坪村、黑沟村和周家河坝村。